# 大茘県
大茘県（中国語: 大荔県、だいれい-けん）は、中華人民共和国陝西省渭南市に位置する県。

## 行政区画
- 街道:西城街道、東城街道
- 鎮:許荘鎮、朝邑鎮、安仁鎮、両宜鎮、羌白鎮、官池鎮、馮村鎮、双泉鎮、下寨鎮、韋林鎮、范家鎮、蘇村鎮、趙渡鎮、埝橋鎮、段家鎮